# ژاپن در سال ۲۰۲۲
ژاپن در سال ۲۰۲۲ (انگلیسی: 2022 in Japan)

## مسئولان
- امپراتور ژاپن: ناروهیتو[۱]
- نخست‌وزیر ژاپن: فومیو کیشیدا
- دبیر ارشد کابینه ژاپن: هیروکازو ماتسونو
- رئیس دیوان عالی ژاپن: نائوتو اوتانی
- رئیس مجلس نمایندگان (ژاپن): تاداموری اوشیما
- رئیس مجلس شوراها (ژاپن): آکیکو سانتو

## رویدادهای پیش‌بینی شده و برنامه‌ریزی شده

### ژانویه

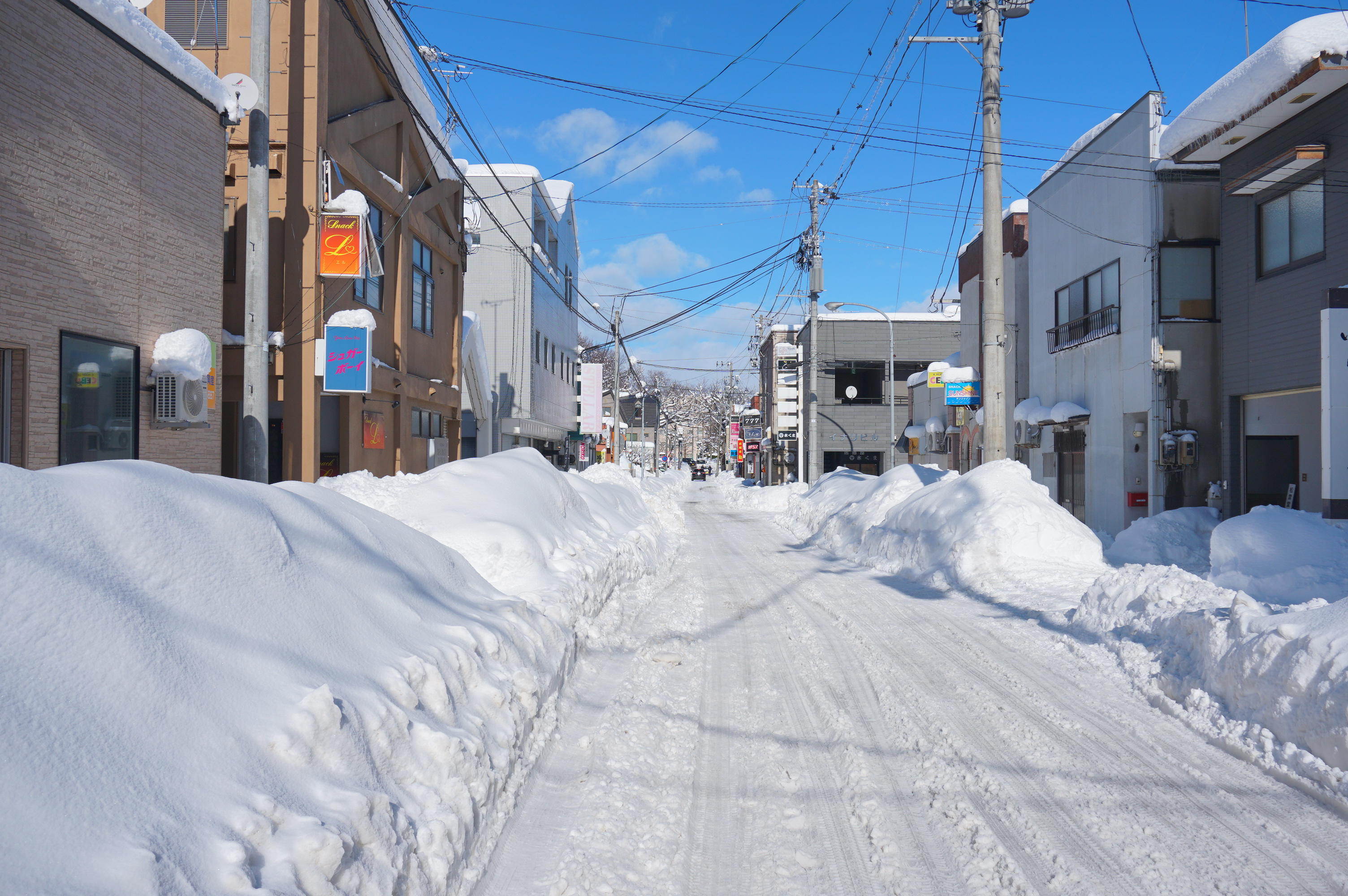
Snowy street in نوشیرو، آکیتا، استان آکیتا، در ژانویه ۲۱, ۲۰۲۲

- ژانویه و فوریه – رخ دادن توفان زمستانی و برف سنگین. بر اساس سازمان آتش‌نشانی و مدیریت بلایای طبیعی (ژاپن)‏، حداقل ۹۳ کشته و ۱۵۸۰ زخمی برجای گذاشته است.
- ۱۵ ژانویه – به گزارش اداره پلیس کلان‌شهر توکیو، یک دانش‌آموز با چاقو به ۳ نفر در خارج از دانشگاه توکیو، بونکیو-کو، توکیو حمله کرد.
- ۲۲ ژانویه – بر اساس گزارش USGS، زمین لرزه ای به بزرگی ۶٫۳ ریشتر در نزدیکی ساحلی سایکی، اوئیتا، جنوب شرقی کیوشو و پس از آن پس لرزه‌ها را لرزاند. طبق گزارشسازمان آتش‌نشانی و مدیریت بلایای طبیعی (ژاپن)‏، ۱۳ نفر زخمی شدند.

### فوریه
- ۴ تا ۲۰ فوریه – ورزشکاران ژاپنی در بازی‌های المپیک زمستانی ۲۰۲۲ در پکن به رقابت می‌پردازند.
- ۱۱ فوریه – یک قنادی ساخت سنبی (نوعی تنقلات) در موراکامی، نیگاتا، استان نیگاتا آتش گرفت و شش کارگر کارخانه جان باختند.[۲]
- ۲۷ فوریه – نخست‌وزیر سابق شینزو آبه پیشنهاد کرد که ژاپن باید یک ترتیب اشتراک هسته‌ای با ایالات متحده مشابه ناتو را در نظر بگیرد. این شامل مسکن دادن به سلاح‌های هسته ای آمریکا در خاک ژاپن برای بازدارندگی نیز می‌شود. این طرح در پی حمله روسیه به اوکراین پیشنهاد شد.[۳][۴]

### مارس
- ۱۶ مارس – زمین‌لرزه ۲۰۲۲ فوکوشیما.
- ۲۷ مارس – آتشفشان زیردریایی در فونکا-آسانه، شمال ایووا جیما، جزایر اوگاساوارا فوران کرد، بر اساس یک گزارش تأیید شده رسمی مرکز هواشناسی ژاپن خاکستر تا ۲۳٬۰۰۰ فوت (۷٬۰۰۰ متر) فوران کرد.[۵]

### آوریل
- ۲۳ آوریل – بر اساس گزارش تأیید شده رسمی گارد ساحلی ژاپن، یک کشتی گردشگری، کازو وان، در نزدیکی شبه‌جزیره شیره‌توکو، هوکایدو غرق شد. در مجموع ۲۶ نفر جان باختند.[۶]

### مه
- ۳–۵ مه – بسیاری از جشنواره‌های سنتی گلدن ویک (ژاپن) از جمله هاکاتا دون‌تاکو، جشنواره بادبادک هاماماتسو، جشنواره گل هیروشیما از سر گرفته می‌شوند و برای اولین بار پس (از سال ۲۰۱۹) پس از ۲۰ ماه و یک سال اول همه‌گیری کووید-۱۹ برگزار شد.
- ۹ مه – بر اساس یک گزارش تأیید شده رسمی اداره آتش‌نشانی توکیو، یک خانه در هیگاشی‌مورایاما، توکیو، توکیو در یک حادثه ناشی از آتش‌سوزی انتحاری آتش گرفت. چهار نفر در این آتش‌سوزی کشته شدند.[۷]
- ۱۱ مه – قانون ارتقای امنیت اقتصادی توسط مجلس مشاوران تصویب شد. این قانون از آوریل ۲۰۲۳ به صورت مرحله‌ای اجرا می‌شود.[۸]

### ژوئن
- ۲ ژوئن–۳ – بر اساس گزارش رسمی تأیید شده مرکز هواشناسی ژاپن و تلویزیون اخبار هواشناسی ژاپن، در اثر بارش یک تگرگ شدید در استان گونما، استان سایتاما و استان چیبا فرود آمد. طبق گزارش سازمان آتش‌نشانی و مدیریت بلایای طبیعی (ژاپن)، ۹۱ نفر زخمی شدند.
- ۱۹ ژوئن – بر اساس گزارش تأیید شده رسمی سازمان زمین‌شناسی ایالات متحده آمریکا (USGS)، زمین لرزه‌ای به بزرگی ۵٫۱ ریشتر در شبه جزیره نوتو، استان ایشیکاوا رخ داد، طبق گزارش رسمی تأیید شده  وزارت امور داخله و ارتباطات سازمان آتش‌نشانی و مدیریت حوادث (JFDMA) در مجموع هفت نفر زخمی شدند.
- ۲۵ ژوئن – بر اساس گزارش تأیید شده رسمی مرکز هواشناسی ژاپن، رکورد دمای بالای ۴۰٫۲ درجه سانتیگراد (۱۰۴٫۳۶ درجه فارنهایت) در ایسه‌ساکی، گونما، استان گونما به عنوان بالاترین رکورد دما در ژوئن در ژاپن ثبت شد. از اولین ثبت مشاهده JMA، از سال ۱۸۷۲، در همان مکان، ۴۰٫۰ درجه سانتیگراد دیگر (۱۰۴٫۰ درجه فارنهایت) ثبت شد که در ۲۹ ژوئن مشاهده شد.

### ژوئیه
- ۸ ژوئیه – نخست‌وزیر سابق ژاپن شینزو آبه در شهر غربی نارا (ژاپن)، منطقه کانسای ترور شد.[۹][۱۰]
- ۸ ژوئیه تا ۳۰ سپتامبر – ژاپن عزای عمومی برای مرگ نخست‌وزیر سابق ژاپن شینزو آبه را اعلام کرد. او هنگام سخنرانی در کمپین انتخاباتی مجلس شوراها در نارا ترور شد.
- ۱۱ ژوئیه – پس از ترور شینزو آبه، دولت ژاپن بحث کرد که رهبر کلیسای اتحاد، تومیهیرو تاناکا تأیید کرده است که مادر تتسویا یاماگامی (مسئول ترور آبه) عضوی از گروه مذهبی تحت عنوان شوکیو نیسی / کلیسای اتحاد است. از آنجا که شینزو آبه ادعا کرده بود با کلیسای اتحاد ارتباط دارد، که به نسل‌های قبل از جمله پدرش، آبه شینتارو، مادرش یوکو آبه و پدربزرگ و مادربزرگ مادری‌اش، نوبوسوکه کیشی پیوند دارد. پدربزرگ مادری او یوشیکو کیشی در پایان جنگ جهانی دوم، به عنوان مظنون جنایتکار جنگی زندانی شده بود.
- ۱۲ ژوئیه – جسد نخست‌وزیر سابق ژاپن شینزو آبه در سالن تشییع جنازه کیریگیا در توکیو سوزانده شد.
- ۱۴ ژوئیه تا ۱۶ اوت – بر اساس گزارش تأیید شده رسمی، بسیاری از جشنواره‌ها و رویدادهای سنتی تابستانی از جمله آکیتا کانتو، آئوموری نبوتا ماتسوری، جشنواره رقص آوا، جشن گیئون و گوزن نو اوکوریبی و دو جشنواره در کیوتو، جشنواره رقص گوجو-هاچیمان بن، هاکاتا جیئون یاماکاسا، و پس از ۲۰ ماه و ۱ سال پس از همه‌گیری کووید از سر گرفته شد. با این حال، جشنواره تنجین اوساکا، جشنواره نیگاتا در ابعاد کمتر برگزار شد، اما آتش‌بازی رود سومیدا، جشن هاچی‌اوجی، جشنواره رقص تانبا دکانشو و ja:火の国eまつり برای سه سال برگزار نشد.
- ۲۵ ژوئیه – بر اساس گزارش‌های وزارت بهداشت، کار و رفاه، ژاپن اولین مورد شیوع شیوع آبله میمون در ژاپن ۲۰۲۳–۲۰۲۲ را در توکیو تأیید کرده است، اما کارشناسان بهداشت عمومی ژاپن گفته‌اند که بعید است که باعث ایجاد یک بیماری جدید شود.
  - یک اتوبوس واژگون شد و در پی آتش‌سوزی در نیگویا بزرگراه، کیتا-کو، ناگویا دو نفر جان باختند و هفت نفر زخمی شدند.

### اوت
- ۱۰ اوت – نخست‌وزیر ژاپن فومیو کیشیدا تغییر کابینه دوم خود را کابینه دوم کیشیدا را اعلام کرد.
- ۱۳ اوت – «رعد و برق استوایی مه‌آری» به استان شیزوئوکا رسید.

بر اساس گزارش رسمی تأیید شده آژانس پلیس ملی ژاپن یک اتوبوس مسیر معمولی واژگون شده و در پی آتش‌سوزی در گذرگاه بزرگراه ناگویا، کیتا-کو، ناگویا، دو نفر جان باختند و هفت نفر مجروح شدند.

### سپتامبر
- ۱۶ سپتامبر و ۱۳ نوامبر بر اساس گزارش تأیید شده رسمی، بسیاری از جشنواره‌های سنتی پاییزی در سراسر کشور از سر گرفته می‌شوند، از جمله کیشیوادا دانجیری ماتسوری، Nada's Fighting، جشنواره کیشیوادا دانجیری ماتسوری جشنواره سایجو استان اهیمه، جیدای ماتسوری، فستیوال بین‌المللی بالن ساگا، کاراتسو کونچی، رویداد عروسک داودی و جشنواره پاییزی توچیگی، که همه از سال ۲۰۱۹ متوقف شده بودند، با این حال جشنواره پاییز کانوما و ناگاساکی کونچی برای سه سال لغو شد.

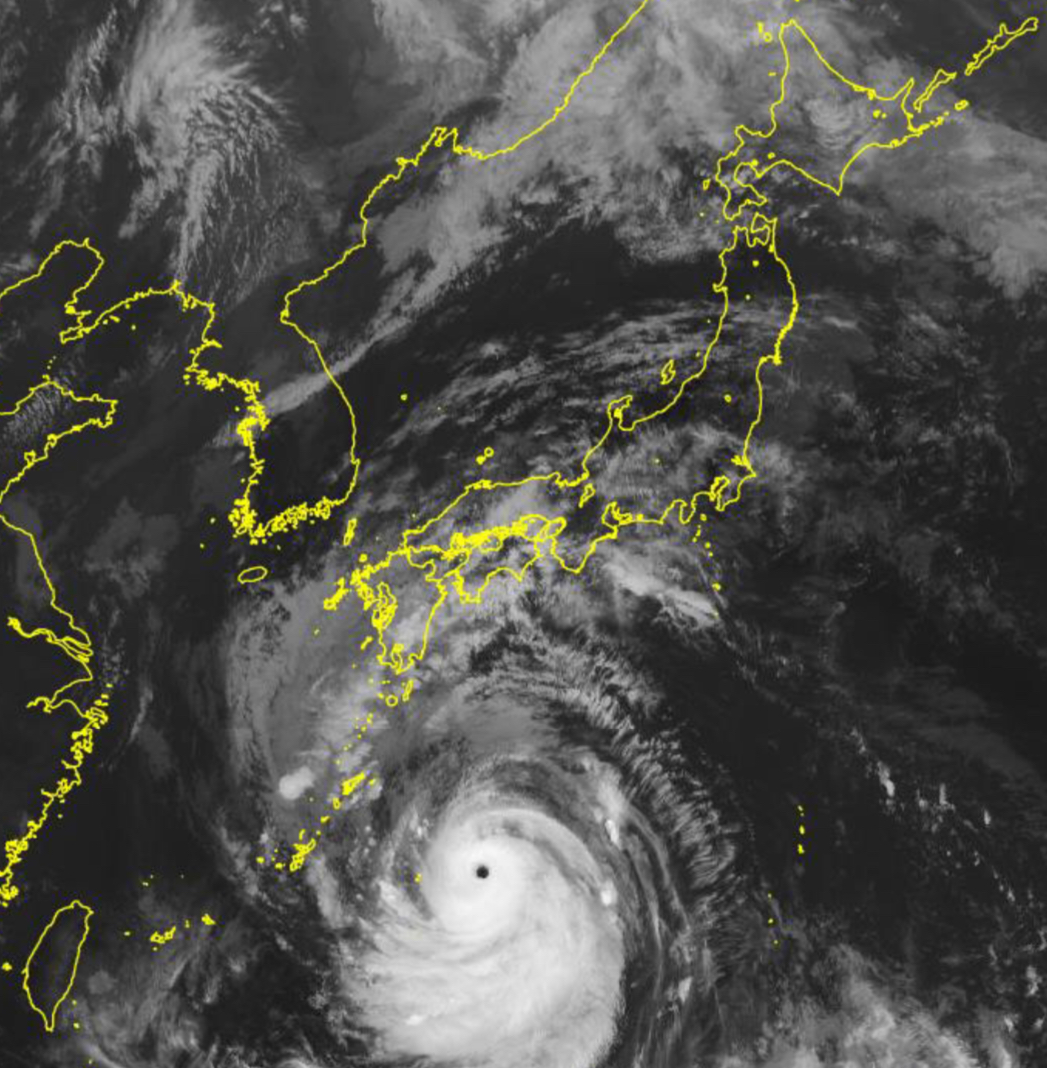
تایفون نامادو (۲۰۲۲) نزدیک شدن به ژاپن

- ۱۷–۲۰ سپتامبر – تایفون نامادو (۲۰۲۲)، بارش شدید و رانش زمین در جنوب کیوشو و دیگر غرب ژاپن، گزارش رسمی تأیید شده سازمان آتش‌نشانی و مدیریت بلایای طبیعی (ژاپن)‏، در مجموع چهار نفر کشته و ۱۴۷ نفر مجروح شدند.
- ۲۳–۲۴ سپتامبر تایفون تالاس موجب باران شدید سیل آسا، رانش زمین، سیل ناگهانی شد و سقوط دو برج انتقال نیرو در استان شیزوئوکا را در پی داشت، در مجموع سه نفر بر اساس گزارش تأیید شده رسمی JFDMA، تلفات انسانی داشت و شش نفر زخمی شدند.
- ۲۷ سپتامبر – مراسم تشییع جنازه نخست‌وزیر سابق ژاپن شینزو آبه در نیپون بودوکان، پارک کینانومارو در چیودا-کو، توکیو انجام شد.
- ۲۸ سپتامبر تا ۳۱ دسامبر – بر اساس گزارش رسمی وزارت محیط زیست (ژاپن) ۱۴۳ مورد پرندگان وحشی در سراسر کشور به‌عنوان [کلاغ]، درنا و قو تأیید شد. پارک جانورشناسی توبو در استان سایتاما، که در آن تعداد زیادی پرندگان وحشی تأیید شده بودند، از ۲۲ دسامبر بسته شد و منطقه تفریحی در ۲۹ دسامبر از سر گرفته شد.

### اکتبر
- ۹ اکتبر – راننده مسابقه ماکس فرستاپن برنده جایزه بزرگ ژاپن ۲۰۲۲ شد. عنوان دوم جهان قهرمان مسابقات فرمول یک فصل ۲۰۲۲.
- ۲۸ اکتبر تا ۳۱ دسامبر – بر اساس گزارش وزارت کشاورزی، جنگل‌داری و شیلات (ژاپن)، ۵۰ مورد ویروس آنفلوانزای نوع آ زیرگروه اچ‌فاویوان‌وان در ژاپن در جوجه‌ها و اردک‌های پرورش یافته در مرغداری‌ها در سراسر کشور گزارش شده است، مجموع ۷٫۶۳ میلیون مورد توسط نیروی زمینی دفاع‌ازخود ژاپن

### نوامبر
- ۱ نوامبر – پارک جیبلی، متعلق به استودیو جیبلی، رسماً در ناگاکوته، آیچی، استان آیچی افتتاح می‌شود.
- ۲۲ نوامبر – ژاپن تحقیقات را در مورد کلیسای اتحاد، تنها چهار ماه پس از ترور شینزو آبه نخست‌وزیر سابق شینزو آبه که گفته می‌شود توسط تتسویا یاماگامی کسی که کینه ای دیرینه علیه سیاست او در مورد این گروه مذهبی داشت آغاز می‌کند.

### دسامبر
- ۲۵ دسامبر – به گزارش تأیید رسمی آژانس پلیس ملی (ژاپن) یک مظنون سه نفر را با چکش در هان‌نو، استان سایتاما به قتل رساند، یک مظنون در همان روز دستگیر شد،
- ۲۷ دسامبر – بر اساس گزارش تأیید شده رسمی سازمان آتش‌نشانی توکیو، آتش‌سوزی و انفجار در یک کارخانه شیمیایی و انباری در سومیدا-کو، توکیو رخ داده است که ۱۰ تأسیسات و ساختمان را تخریب کرده، یک کارمند مجروح شده است.
- ۲۹ دسامبر – به دنبال تصمیم اخیر چین برای پایان دادن به استراتژی کووید صفر، وزیر بهداشت، کار و رفاه ژاپن کاتسونوبو کاتو می‌گوید امکان اعمال محدودیت‌های سفر برای بازدیدکنندگان از چین بزرگ وجود دارد که در حال بررسی است. روز بعد، وزارت بهداشت، کار و رفاه ژاپن تأیید کرده است که مسافرانی که از چین بزرگ وارد ژاپن می‌شوند باید قبل از سوار شدن به پرواز آزمایش منفی بدهند.
- ۳۱ دسامبر – سال نو ژاپنی برای دومین بار از دسامبر ۲۰۲۱ پس از ۲۰ ماه اول همه‌گیری کووید-۱۹ در ژانویه ۲۰۲۰ و سپتامبر ۲۰۲۱ بازگشته است. با این حال، بسیاری از مردم ژاپن همچنان شب سال نو را بعد از نیمه شب جشن می‌گیرند.

## مرگ‌ها

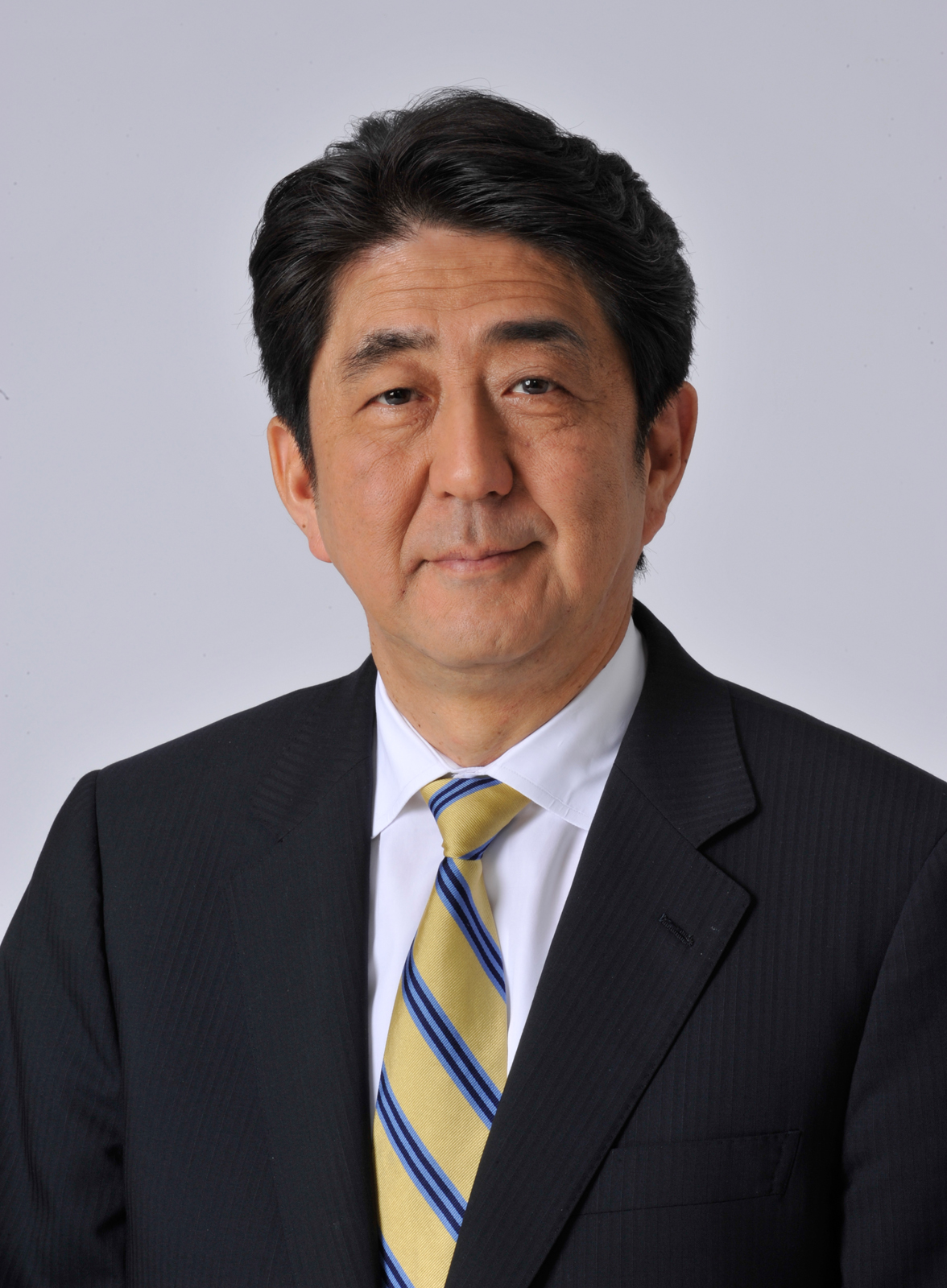
شینزو آبه، نخست‌وزیر سابق دو دوره ژاپن از سال‌های ۲۰۰۶ و ۲۰۰۷ و بار دیگر از سال ۲۰۱۲ تا ۲۰۲۰، در سخنرانی در انتخابات ۲۰۲۲ مجلس شوراهای ژاپن در استان نارا، ترور شد.

در سال چهارم «ریوا» به دلیل پیری ژاپن (و قرار داشتن در طول دوره ۱۶ ماهه اول سویه امیکرون سارس کووید ۲) در این کشور، ۱۲ شخص مشهور ژاپنی به دلیل بیماری و کهولت سن به‌طور آرام درگذشتند، از جمله توشیکی کایفو، شینتارو ایشیهارا و Noriko Ishihara، جون کوندو، آکیرا تاکارادا، نوبویوکی ایدی، یوکو شیمادا، ایسی میاکه، هانائه موری، کازوئو ایناموری، آنتونیو اینوکی، ایشیرو میزوکی و چیکا Tتاکامی. در حالی که متأسفانه ۵ فرد مشهور ژاپنی نیز در این سال در اثر حوادث تلخ جان باختند، از جمله هیرویوکی واتانابه و ریوهی اوشیما هر دو از خودکشی، یو-گی-او' خالق کازوکی تاکاهاشی از غرق‌شدگی، نخست‌وزیر سابق ژاپن شینزو آبه از ترور شینزو آبه، و کوجی ناکاموتو از تصادف رانندگی.